# Presbyterianische Evangelische Kirche von Togo
Die  Presbyterianische Evangelische Kirche  (Eglise évangélique presbytérienne du Togo – EEPT) wurde 1922 als Teil der Evangelischen Ewe-Kirche gegründet.
Die Eglise évangélique presbytérienne du Togo (EEPT) geht auf die im Mai 1922 auf der ersten Synode der Missionen in Kpalimé gegründeten unabhängigen Evangelischen Ewe-Kirche zurück, die verfassungsgebende Dachorganisation der Evangelical Presbyterian Church Ghana und der Eglise Evangélique Presbytérienne du Togo (EEPT).
In der Folge des Ersten Weltkriegs war die ehemalige deutsche Kolonie Togo in ein britisches und ein französisches Mandatsgebiet aufgeteilt worden. Als 1921 die deutschen Missionare des Landes verwiesen wurden, konstituierten die einheimischen Vertreter der Mission die Evangelische Ewe-Kirche als verfassungsgebende Dachorganisation und Zusammenschluss der christlichen Gemeinde in der ehemaligen deutschen Kolonie.
Die EEPT, obwohl erst 1922 als Teil der Evangelischen Ewe-Kirche gegründet, bezieht sich ebenso wie die Evangelical Presbyterian Church Ghana bis heute auf das Jahr 1893 als Gründungsjahr ihrer Kirche, das Jahr, in dem die Norddeutsche Mission die erste Gemeinde auf dem Gebiet des heutigen Togo gründete (Mission Tove).
1981 wurde die Verwaltungsstruktur der EEPT dezentralisiert. Sie unterteilt sich nun in unterschiedliche Regionen und Distrikte. Die Kirche besteht aktuell aus 576 Gemeinden in 90 Distrikten, die in sechs kirchlichen Regionen zusammengefasst sind, die wiederum der Verantwortung des „Inspecteur Ecclésiastique“ unterstehen. Der EEPT gehören aktuell ca. 150.000 Mitglieder an, die von 89 Pastorinnen und Pastoren betreut werden. Darüber hinaus betreibt die Kirche unter anderem sieben Gesundheitsstationen, 126 Grundschulen mit ca. 28.500 Schülerinnen und Schülern, 6 weiterführende Schulen der Mittelstufe mit 1.825 Schülerinnen und Schülern und 3 weiterführende Schulen der Mittel- und Oberstufe mit 1.638 Schülerinnen und Schülern. Seit 2001 ist die EEPT gleichberechtigtes Mitglied der Norddeutschen Mission, die sich aus der EEPT, der ghanaischen E.P. Church und vier deutschen Kirchen zusammensetzt.
Es bestehen 13 Übersee-Partnerschaften, u. a. zu Kirchen in den Vereinigten Staaten, Großbritannien und Korea. Zudem ist die EEPT Mitglied in der CEVAA, der Communauté Evangélique d’Action Apostolique, Montpellier. Die Kirche ist Mitglied des Ökumenischen Rates der Kirchen (ÖRK), der All Africa Conference of Churches (AACC) und der Weltgemeinschaft Reformierter Kirchen.